# Bushton (Wiltshire)
Bushton – przysiółek w Anglii, w Wiltshire, w dystrykcie (unitary authority) Wiltshire. Leży 11,2 km od miasta Swindon, 48,4 km od miasta Salisbury i 126,3 km od Londynu. Bushton jest wspomniana w Domesday Book (1086) jako Clive.